# Vestre kirkegård
Vestre kirkegård is een van de vijf begraafplaatsen in Kopenhagen, Denemarken. De begraafplaats is gelegen in een groot park in het district Kongens Enghave en is met zijn 53,7 hectare het grootste kerkhof van Denemarken. Het is belangrijk als open ruimte en populair bij de bevolking als verpozingplaats.

## Geschiedenis
De begraafplaats werd geopend op 2 november 1870 om het tekort aan begraafplaatsen in Kopenhagen op te vangen. Assistens Kirkegård was tot dan toe de belangrijkste begraafplaats van de gemeente, maar had niet genoeg plaats meer. Hans Jørgen Holm, de vaste architect voor de "Begrafenisdienst Kopenhagen" was samen met landschapsarchitect Edvard Glaesel en de stadsingenieur Charles Ambt verantwoordelijk voor de totale planning en landschapsarchitectuur van de nieuwe begraafplaats. Oorspronkelijk een begraafplaats voor de armen, werd Vestre kirkegård in de jaren 1990 de belangrijkste gemeentelijke begraafplaats.

## Gebouwen

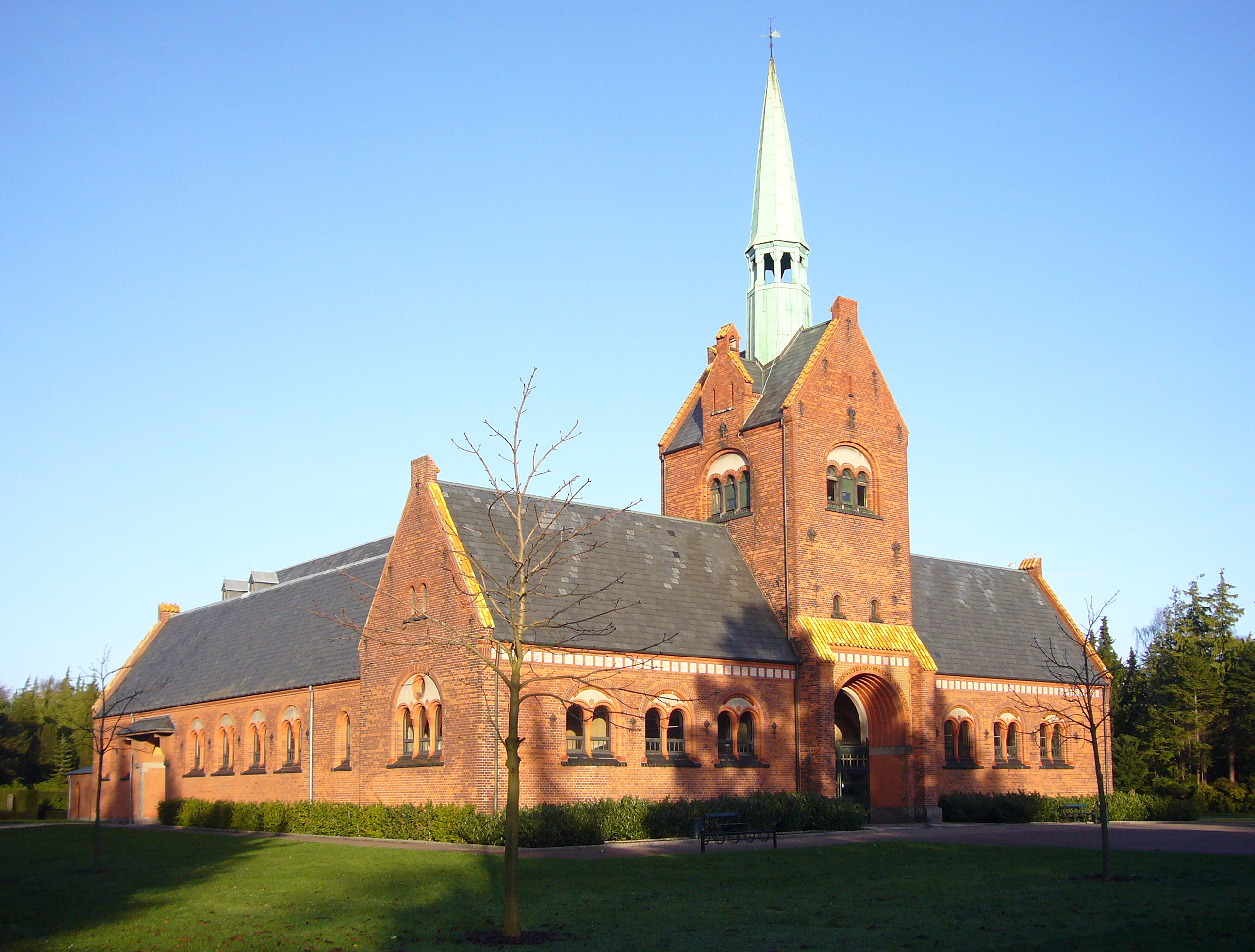
Noordkapel

De meeste gebouwen werden ontworpen door Hans Jørgen Holm of zijn opvolger Holger Jacobsen. De noord- en zuidkapel (1906) en de hoofdingang werden door Holm ontworpen. De oostkapel werd door Jacobsen gebouwd en in 1914 ingehuldigd, maar bleef maar tot 1926 in dienst.

## Bekende personen begraven op Vestre kirkegård
- Herman Bang (1857–1912), schrijver
- Victoria Benedictsson (1850-1888), Zweeds schrijfster (pseudoniem Ernst Ahlgren)
- Vilhelm Buhl (1881–1954), politicus
- Tove Ditlevsen (1917-1976), schrijfster
- Edvard Eriksen (1876–1959), beeldhouwer, vooral bekend door De kleine zeemeermin in Kopenhagen
- Niels Ryberg Finsen (1860-1904), arts en Nobelprijswinnaar
- Jørgen Pedersen Gram (1850-1916), wiskundige
- Asger Hamerik (1843-1923), componist
- Vilhelm Hammershøi (1864–1916), kunstschilder
- Hans Christian Hansen (1906–1960), politicus
- Hans Hedtoft (1903–1955), politicus
- Robert Jacobsen (1912-1993), kunstschilder en beeldhouwer
- Viggo Johansen (1851-1935), kunstschilder
- Thad Jones, (1923-1986), Amerikaans jazzmusicus
- Anker Jørgensen (1922-2016), politicus
- Emil Jørgensen (1882-1947), voetballer
- Viggo Kampmann (1910–1976), politicus
- Herman D. Koppel (1908-1998), componist
- Otto Malling (1848-1915), componist
- Franz Neruda (1843-1915), cellist
- Asta Nielsen (1881–1972), filmactrice
- Carl Nielsen (1865–1931), componist
- Jens Otto Krag (1914–1978), politicus
- Knud Rasmussen (1879–1933), poolreiziger en antropoloog
- Thorvald Stauning (1873–1942), politicus
- Hjalmar Söderberg (1869–1941), Zweeds schrijver en dramaturg
- Ed Thigpen (1930–2010), Amerikaans jazzdrummer
- Valdemar Tofte (1843-1907), violist
- Laurits Tuxen (1853–1927), beeldhouwer en kunstschilder
- Kristian Zahrtmann (1843–1917), kunstschilder

## Fotogalerij

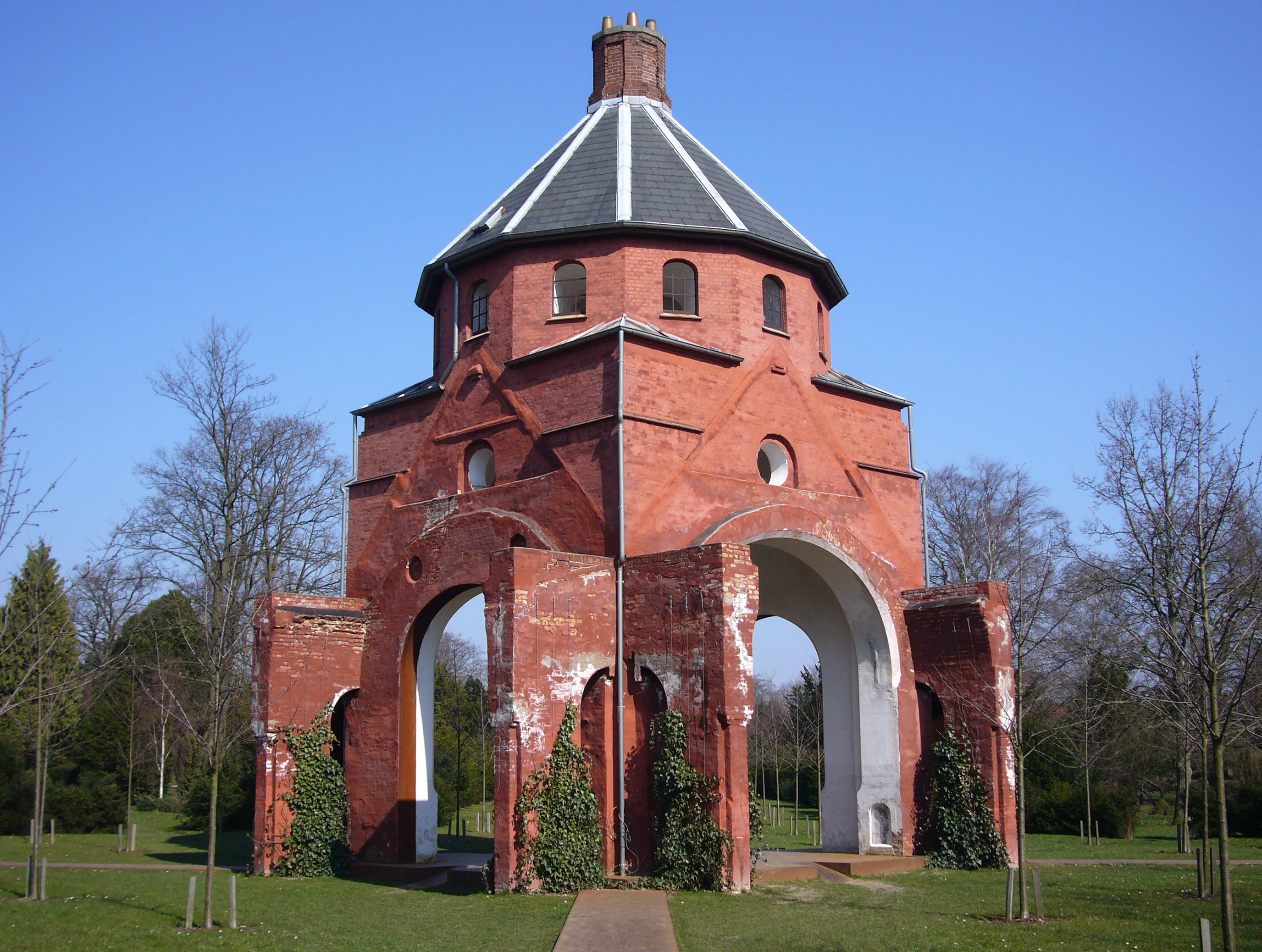
Resten van de zuidkapel
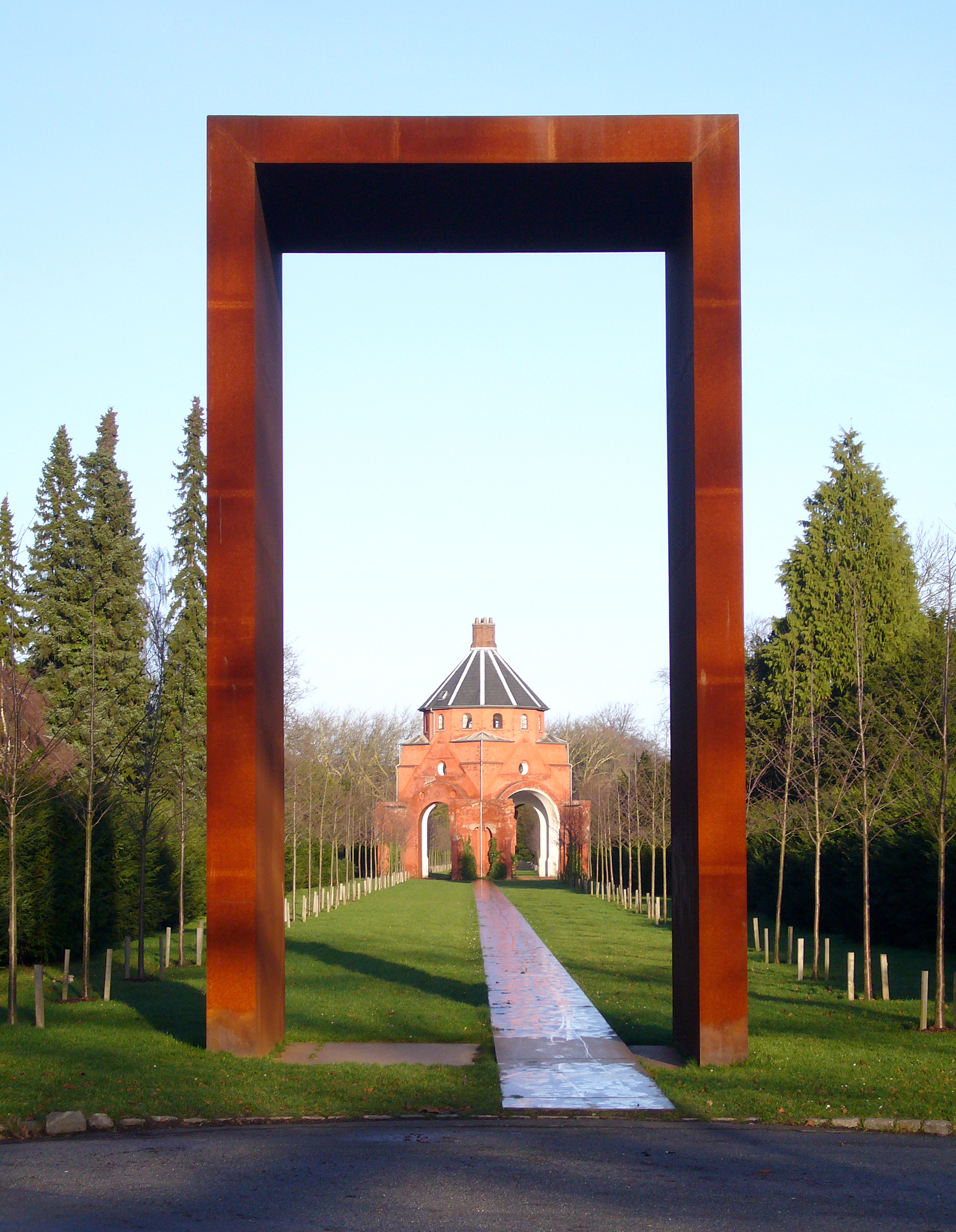
Een van de vier paden
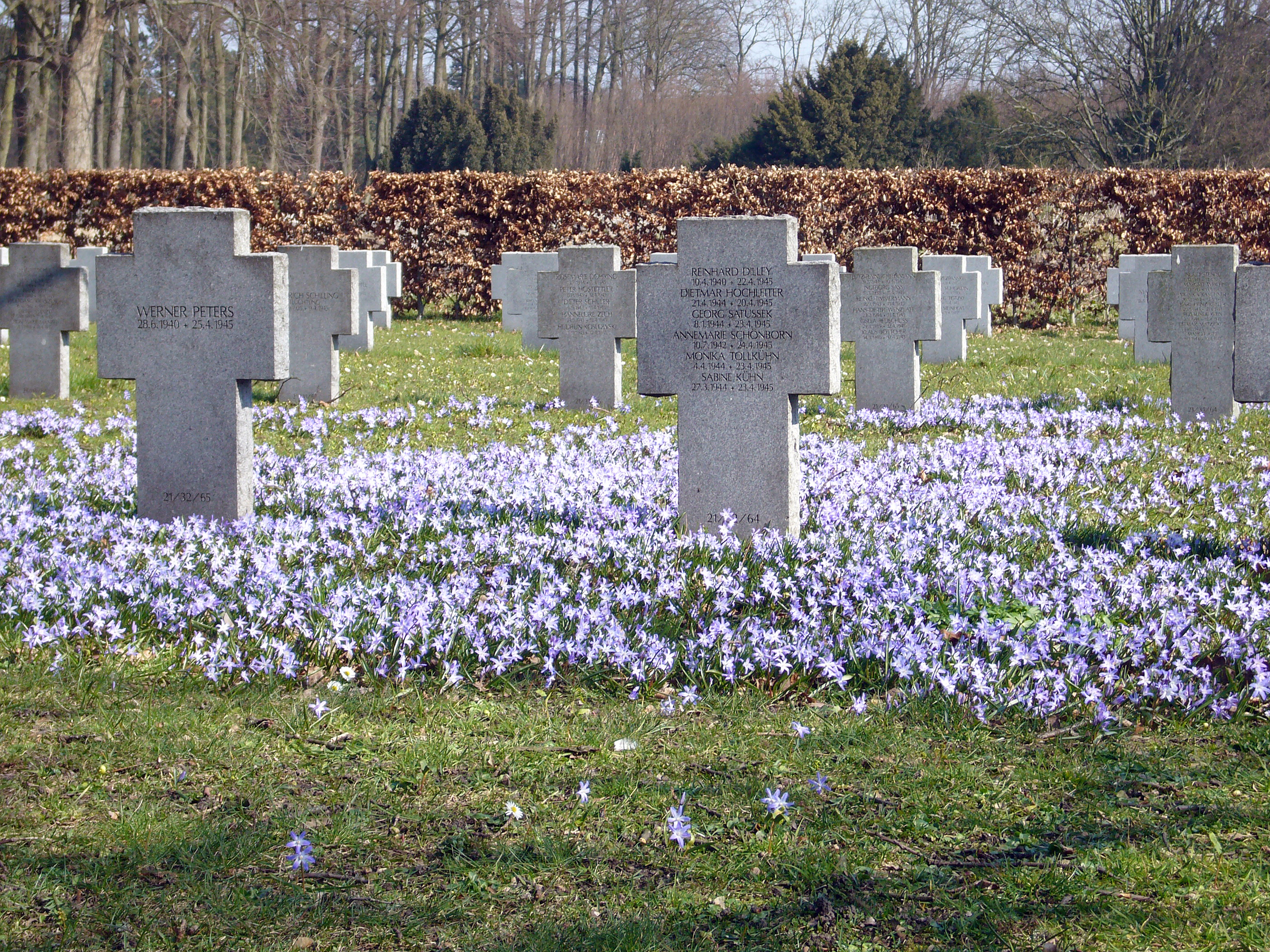
Duitse graven
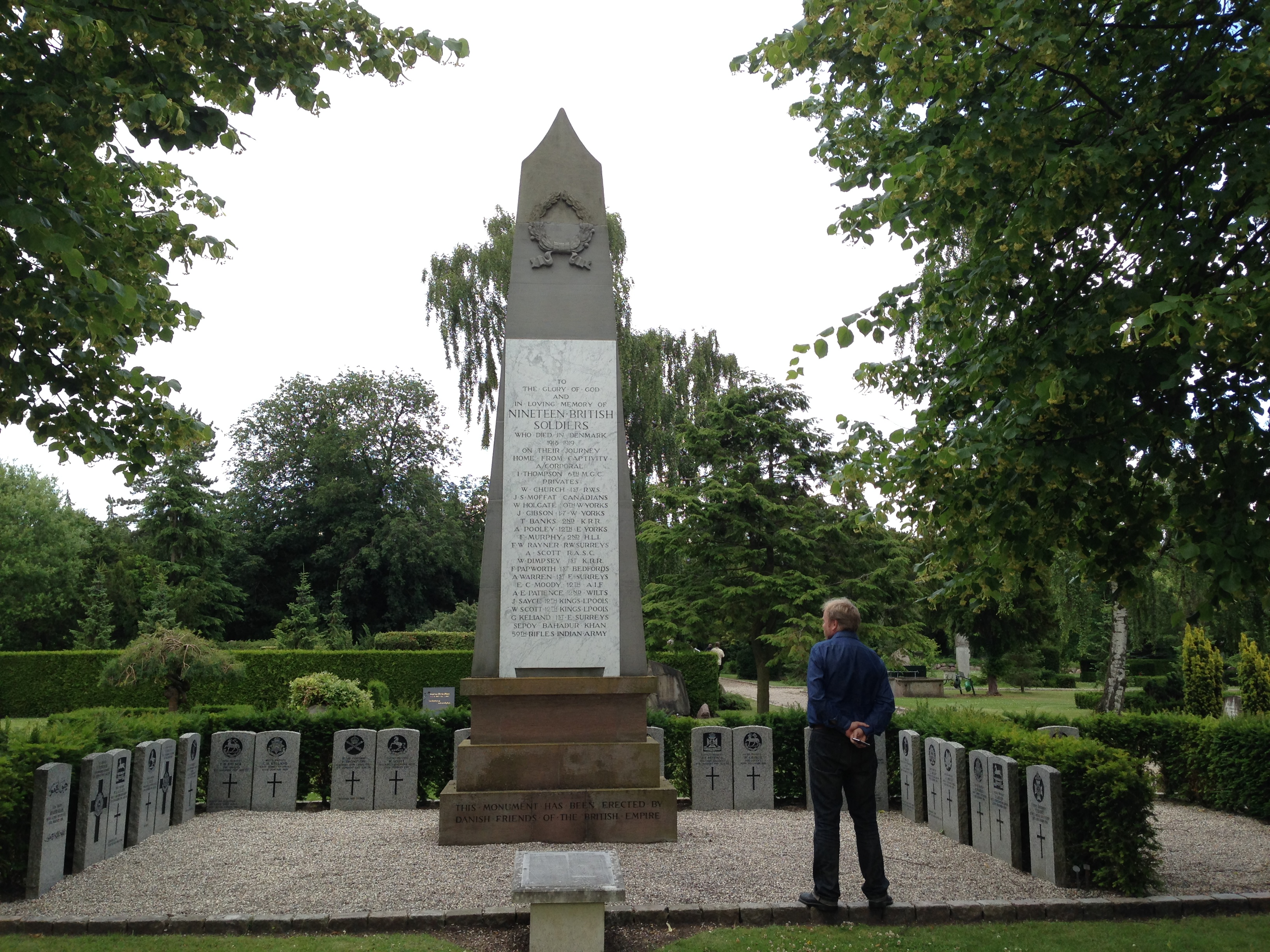
Monument voor de Britse soldaten